# 封入体筋炎
封入体筋炎（ふうにゅうたいきんえん、IBM: Inclusion body myositis）は、炎症性ミオパチーの3つの主要なグループのひとつ。50歳以上の炎症性ミオパチーにおいてはもっとも頻度の高いものである。

## 概要
遠位筋、特に足伸筋や深部手指屈筋の筋力低下と筋萎縮は、封入体筋炎のほとんど全ての症例で見られ、これが早期診断の手がかりとなりうる。早期に大腿四頭筋の筋力低下が起こり、膝の脱力を来たすため、よく転倒する患者もいる。また、小手筋、とくに手指屈筋の筋力低下を来たしたり、ゴルフクラブなど特定のものを握ることが出来ないとか、キーを回す、結び目を作るなどの作業ができないと訴える患者もいる。ときには、筋力低下や随伴する筋萎縮が、左右非対称であったり、下位運動ニューロン疾患に似て大腿四頭筋、腸腰筋、上腕三頭筋/下腿三頭筋、上腕二頭筋/大腿二頭筋、手指屈筋に選択的に見られることもある。嚥下障害はよく見られる症状であり、最高60％までの患者でみられ、息が詰まるようになることがある。感覚検査では一般に正常である。一部の患者では踝での振動覚が軽度に低下しているが、これは加齢によるものである可能性もある。遠位筋の筋力低下は、運動ニューロンまたは末梢神経の障害が原因ではなく、筋障害が遠位筋に及んでいるためである。
通常診断は、下記のような特徴的な筋生検所見によってなされる。
1. 多発性筋炎と同様、あるいはより強い筋内膜の炎症、
2. スリット様空胞の辺縁の好塩基性顆粒状沈着、
3. 筋線維の消失と脂肪や結合組織による置換、散在性あるいは小グループの角化線維や円形線維、
4. 好酸性の細胞内封入体、
5. 赤色ぼろ線維およびCOX陰性線維の存在により明らかなミトコンドリア異常、また、75％に見られるミトコンドリアDNAの欠失、
6. テキサスレッド蛍光顕微鏡により空胞の内部または近傍に見られる小さいアミロイド沈着物、
7. 電子顕微鏡によって、rimmed vacuole近傍の特徴的な糸状封入体。

また、筋電図所見や筋酵素も有用である。筋電図は筋原性と混合性を示し、とくに混合性は本症で多いものである。クレアチンキナーゼなどの筋酵素も上昇を示すが、その程度は多発性筋炎や皮膚筋炎（炎症性ミオパチーにおける他の主要なグループ2つ）に比べると軽度である。
本症は、炎症性ミオパチーの中では最も予後不良であり、ほとんどの患者は、発症から5～10年以内に杖、歩行器、車椅子などの補助器具が必要となる。封入体筋炎では一般に、発症年齢が高いほど病気の進行は急速である。治療としては副腎皮質ホルモンや免疫抑制剤が使用されるが、効果は薄い。ただし、心筋や呼吸筋は侵されにくいことから、生命予後は良好である。
また、空胞の内部または近傍にアミロイド沈着物が見られることからアルツハイマー型認知症との関連性が指摘されており、注目されている。